# Volodymyr Ivasjoek
Volodymyr Mychajlovytsj Ivasjoek (Oekraïens: Володимир Михайлович Івасюк) (Kitsman (nabij Tsjernivtsi) Oekraïense SSR, 4 maart 1949 - Lviv, 18 mei 1979) was een zeer geliefd componist, tekstschrijver en dichter uit Oekraïne. Hij is de schrijver en componist van het populaire lied Tsjervona Roeta, (Rode Ruit) vooral bekend door de uitvoering van Sofia Rotaru in 1971 maar later ook uitgevoerd door verschillende andere zangers.

## Biografie
Volodymyr Ivasjoek heeft in zijn korte leven, hij stierf toen hij 30 jaar oud was, vele werken nagelaten. Meer dan honderd muziek stukken in de vorm van liederen en gedichten, arrangementen van Oekraïense folkloristische liederen voor a-capellakoren, instrumentale kamermuziek muziek, voor vioolkwartetten, een polyfonische suite voor vier houten blaasinstrumenten en klavecimbel etc.

### Periode in Kitsman: eerste muziekstudies
Volodymyr Ivasjoek werd geboren op 4 maart 1949 in Kitsman in de provincie (oblast) Tsjernivtsi in wat toen de Oekraïense SSR binnen de Sovjet-Unie was. Kitsman ligt in het gebied van de Boekovina, Boekovina de landstreek van de bekende Oekraïense componist, dichter en schrijver Sydor Vorobkevych. Zijn vader, Mykhaylo Ivasjoek, was een bekende schrijver uit het Boekovina gebied. Zijn moeder, Sofiya Ivasjoek, kwam oorspronkelijk uit de oblast Zaporizja in het zuidoosten van het huidige Oekraïne aan de oevers van de Dnjepr en de Zee van Azov en was lerares van een lokale school. Vanaf zijn vijfde jaar kreeg Volodymyr Ivasjoek viool-les op de Kitsman muziekschool onder leiding van Y. Bruyevych. Binnen een jaar werden zijn talenten herkend en zijn ouders werden geadviseerd Volodymyr naar Kiev te sturen voor verdere lessen. Hij werd aangenomen in de M. Lysenko Muziek School te Kiev een voorportaal voor het P. Tchaikovsky Staat Conservatorium in Kiev. Hij kreeg als leraar Kacherian die in hem een vioolvirtuoos zag. Door het harde studeren en de slechte leefomstandigheden werd zijn gezondheid ondermijnd en hij keerde terug in Kitsman. Aan de Kitsman muziekschool studeerde hij verder met pianolessen. Op de muziekschool vormde hij het ensemble "Boekovina" in 1966 en begon daarvoor zijn eerste liederen te schrijven. Het eerste lied was: "Lullaby".

### Tsjernivtsi periode[1][2]
Toen zijn vader een baan aangeboden kreeg aan de Universiteit van Tsjernivtsi verhuisde het gezin naar deze stad. Volodymyr Ivasjoek ging studeren aan een medisch instituut, maar vergat zijn muzikale carrière niet. Hij voegde zich bij het "Karpaten Ensemble", een plaatselijk ensemble, en speelde daar op zijn viool. Zijn muziekstukken werden vaak door het ensemble voor de eerste maal uitgevoerd.

### Tsjervona Roeta
"Tsjervona Roeta" (Червона рута in het Oekraïense) is een populair Oekraïense lied, gecomponeerd in 1968 door Volodymyr Ivasjoek. De uitvoering op 13 september 1970 in duet-vorm met Olena Kuznetsova, waarbij de liederen "Tsjervona Roeta" en "Vodohraj" (Waterfontein) vertolkt werden, zijn een hoogtepunt in zijn artistieke leven geworden. De uitvoering vond plaats in het theater van Tsjernivtsi in aanwezigheid van duizenden toehoorders en een miljoenenpubliek voor de tv. Het lied is bekend geworden in de uitvoering van Sofia Rotaru. Volodymyr Ivasjoek werd nog bekender toen in 1971 het lied "Tsjervona Roeta" de jaarprijs kreeg voor het beste nummer van de Sovjet-Unie. Het lied "Vodohraj" kreeg deze prijs het volgende jaar. Het lied "Tsjervona Roeta", uitgevoerd door Sofia Rotaru, werd een megahit nadat regisseur Roman Oleksiv een muzikale film maakte met deze titel. Beide liederen, "Tsjervona Roeta" en "Vodohraj", zijn gecomponeerd in de stijl van de Hoetsoelen-muziek, een bergvolk in de Beskiden het gedeelde van de Karpaten op de grens van Oekraïne en Roemenië.

#### Tsjervona roeta-legende
Het is de nacht voor de verjaardag van Ivan Kupala en wordt gerespecteerd in de Karpaten en Boekovina waar de legende zich afspeelt. Ivan Kupala is Johannes de Doper en in de nacht voor zijn verjaardag zal een gele bloem een paar minuten in de rode kleur veranderen. De meisjes die deze bloem vinden, zullen het geluk in de liefde vinden. De Tsjervona roeta heeft te maken met de bloemenfamilie Wijnruitfamilie (Rutaceae), de Wijnruit (Ruta graveolens, L.), deze plant heeft gele bloemen.

### Lviv periode
Volodymyr Ivasjoek verhuisde naar Lviv en begon aan een studie aan de componistenopleiding van het Lviv conservatorium. Dit combineerde Volodymyr Ivasjoek met een baan als arts, en gaf postgraduate cursussen op medisch gebied. In Lviv kwamen liederen tot stand als "I am your wing", "Two rings", "Ballad about mallow", "Ballad about two violins". Al deze liederen werden in première gebracht in samenwerking met Sofia Rotaru.
In november 1978 werd Volodymyr Ivasjoek winner van een studentcomponist wedstrijd in Moskou. Het winnende stuk was een Suite Variaties voor een kamerorkest en werd gespeeld door Kiev Kamer Orkest onder leiding van S. Sharoiev. In april 1979 was Volodymyr Ivasjoek in Khmelnitski, hoofdstad van de provincie Khmelnitski. Hier toonde hij aan de journalist O. Rutkovs’ka een muziekstuk voor een koperkwartet en nodigde haar uit om bij de première te zijn. Een première die nooit plaatsvond. Volodymyr Ivasjoek keerde op 24 april terug van Khmelnitski en kreeg een telefonische oproep, het was zijn laatste oproep. Na vier weken van zoeken werd hij gevonden. Volodymyr Ivasjoek werd onder verdachte omstandigheden opgehangen gevonden in een bos even buiten Lviv. De officiële lezing is zelfmoord, maar de omstandigheden van zijn dood zijn tot op heden onbekend en onzeker. Op 22 mei 1979 werd Volodymyr Ivasjoek onder grote belangstelling begraven op de begraafplaats Lychakivskiy in Lviv.

## Galerij

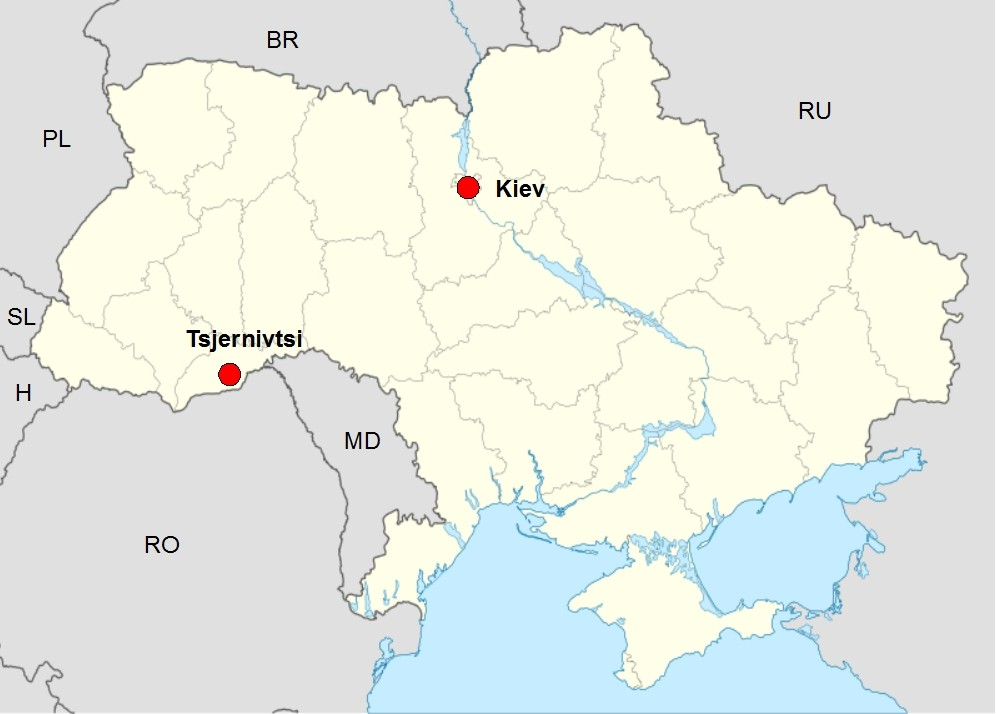
Situering van Tsjernivtsi in Oekraïne.
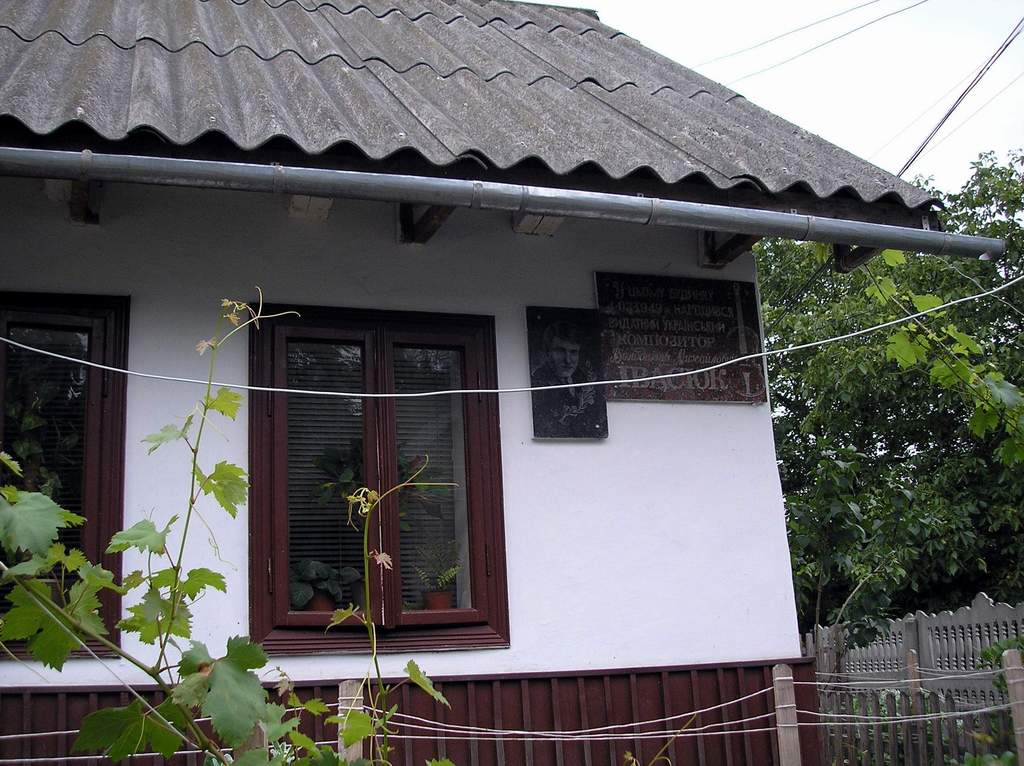
In dit huis werd Volodymyr Ivasjoek geboren (1949-1979), Kitsman, Tsjernivtsi Oblast (ook de popzangeres Ani Lorak werd hier geboren).
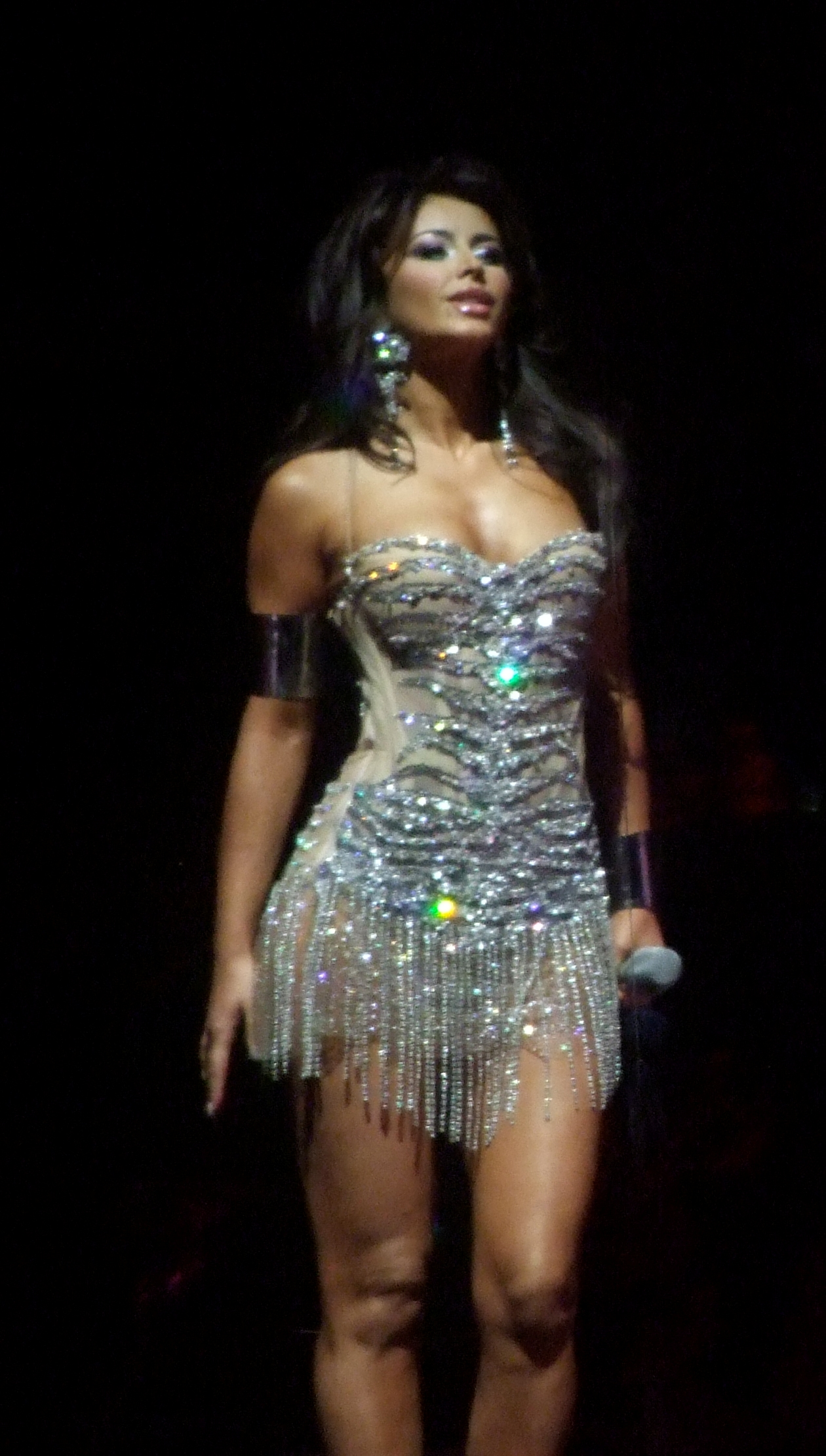
Ani Lorak (Oekraïne) met haar optreden met "Shady Lady" in semi-final, Eurovisiesongfestival 2008 in Belgrado, Servië, 22 mei 2008.
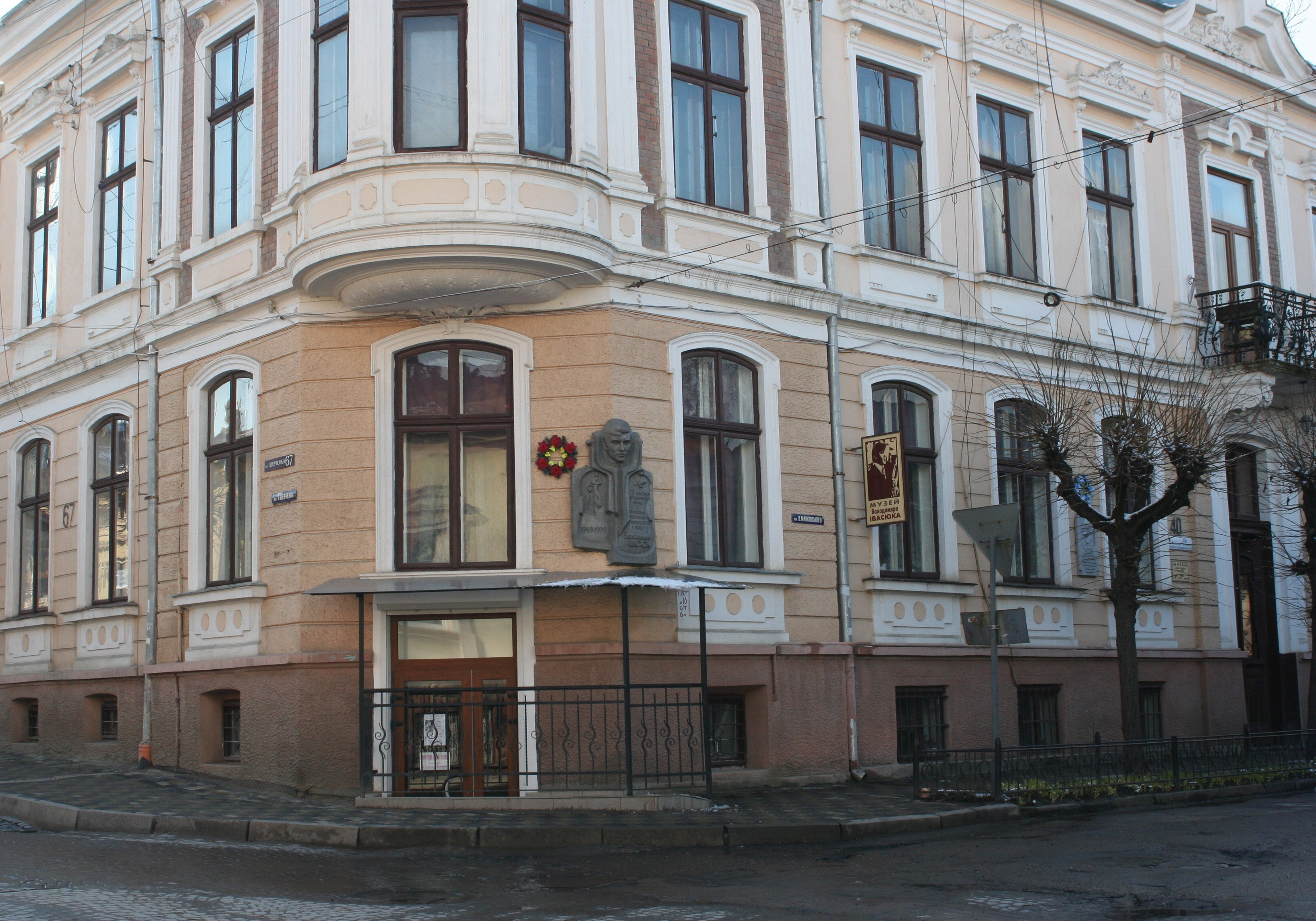
Volodymyr Ivasjoek, Herdenkingsmuseum in Tsjernivtsi (Oekraïne). Front gevel van het museum.
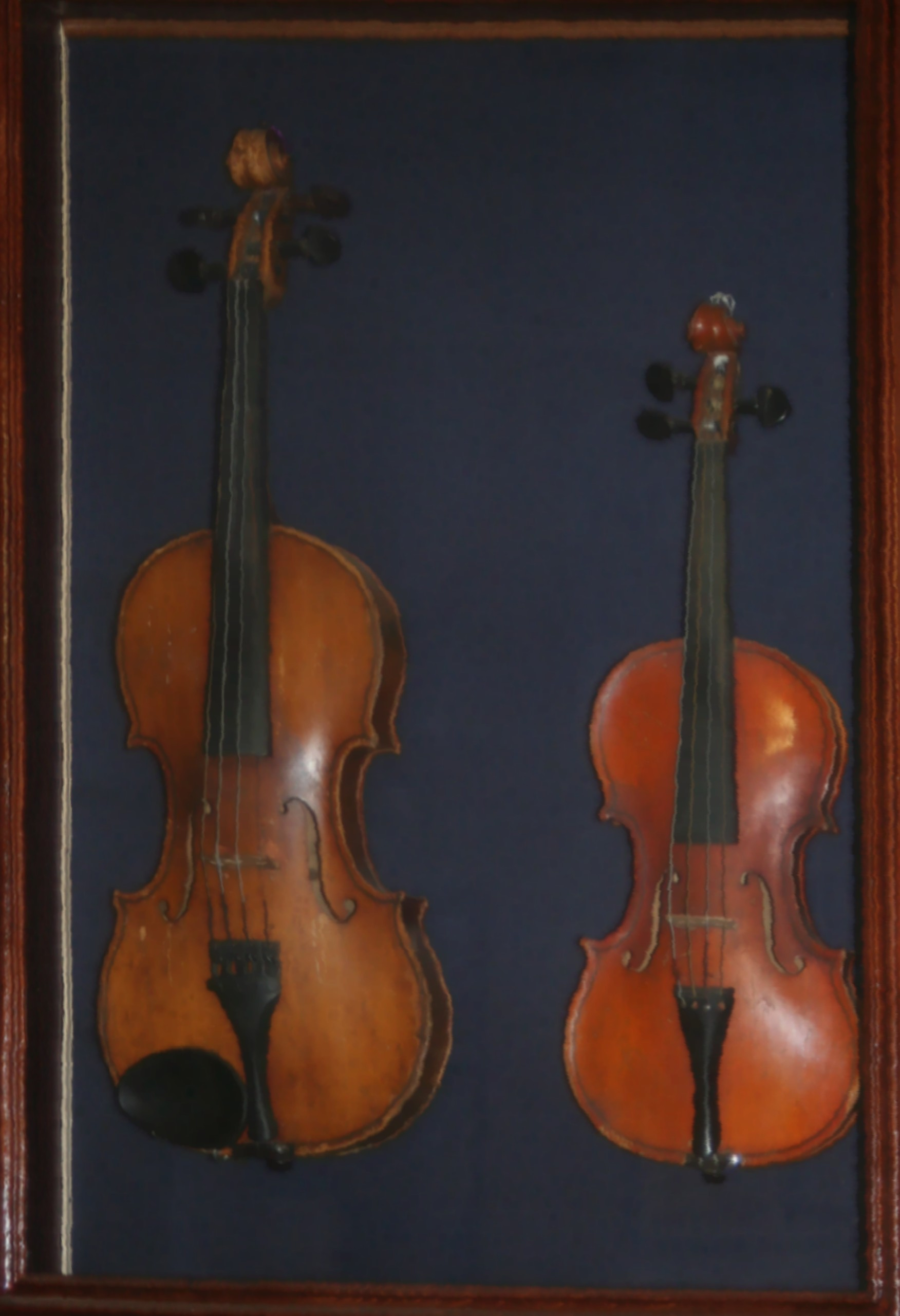
Volodymyr Ivasjoek, Herdenkingsmuseum in Tsjernivtsi (Oekraïne). Violen van Volodymyr Ivasjoek.
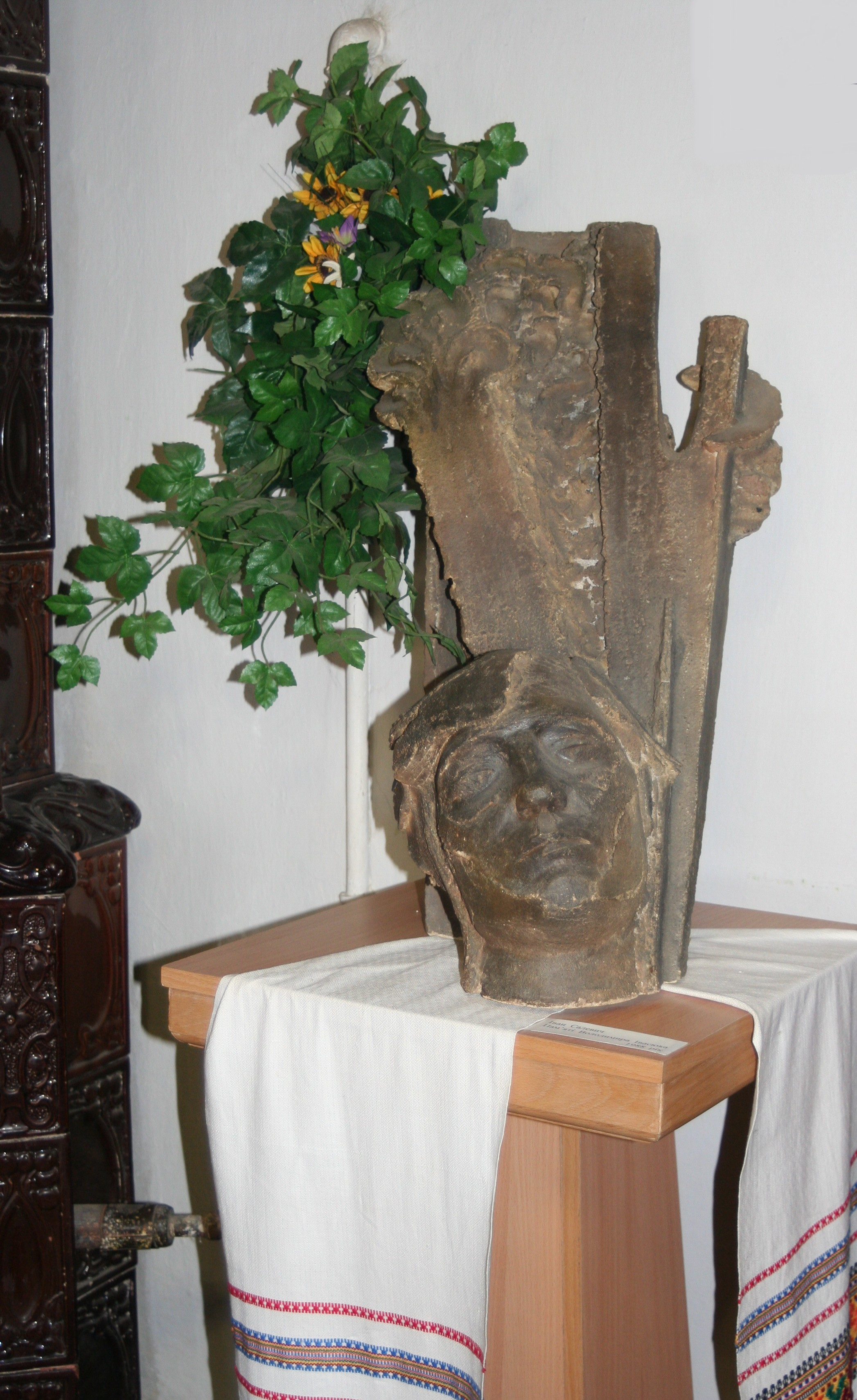
Volodymyr Ivasjoek, Herdenkingsmuseum in Tsjernivtsi (Oekraïne). Volodymyr Ivasjoek, beeldhouwwerk van de beeldhouwer I. Salebitsj uit 1987.
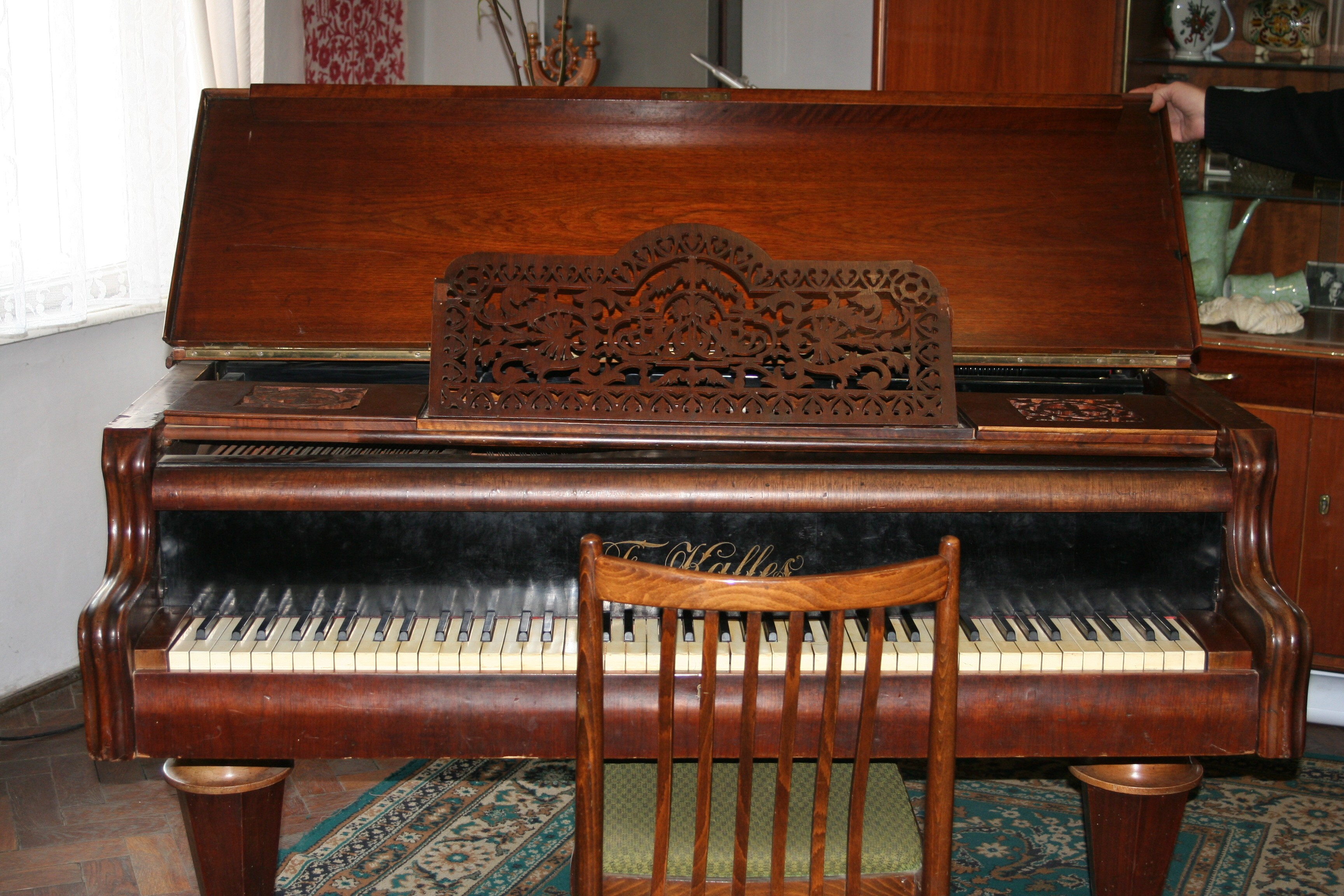
Volodymyr Ivasjoek, Herdenkingsmuseum in Tsjernivtsi (Oekraïne). De piano van Volodymyr Ivasjoek.
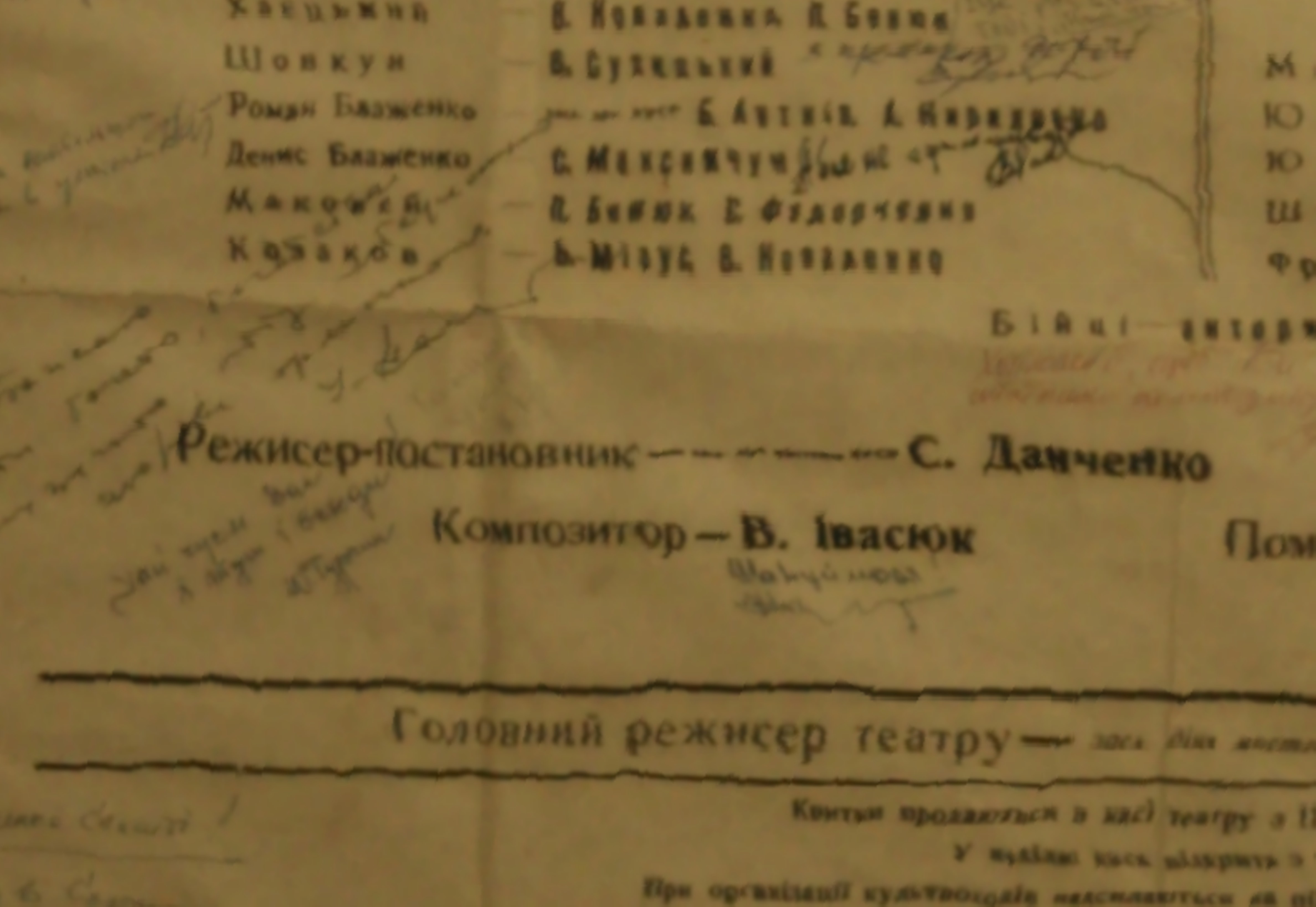
Volodymyr Ivasjoek, Herdenkingsmuseum in Tsjernivtsi (Oekraïne). Detail van theater poster met de naam van Volodymyr Ivasjoek (В. Івасюк).
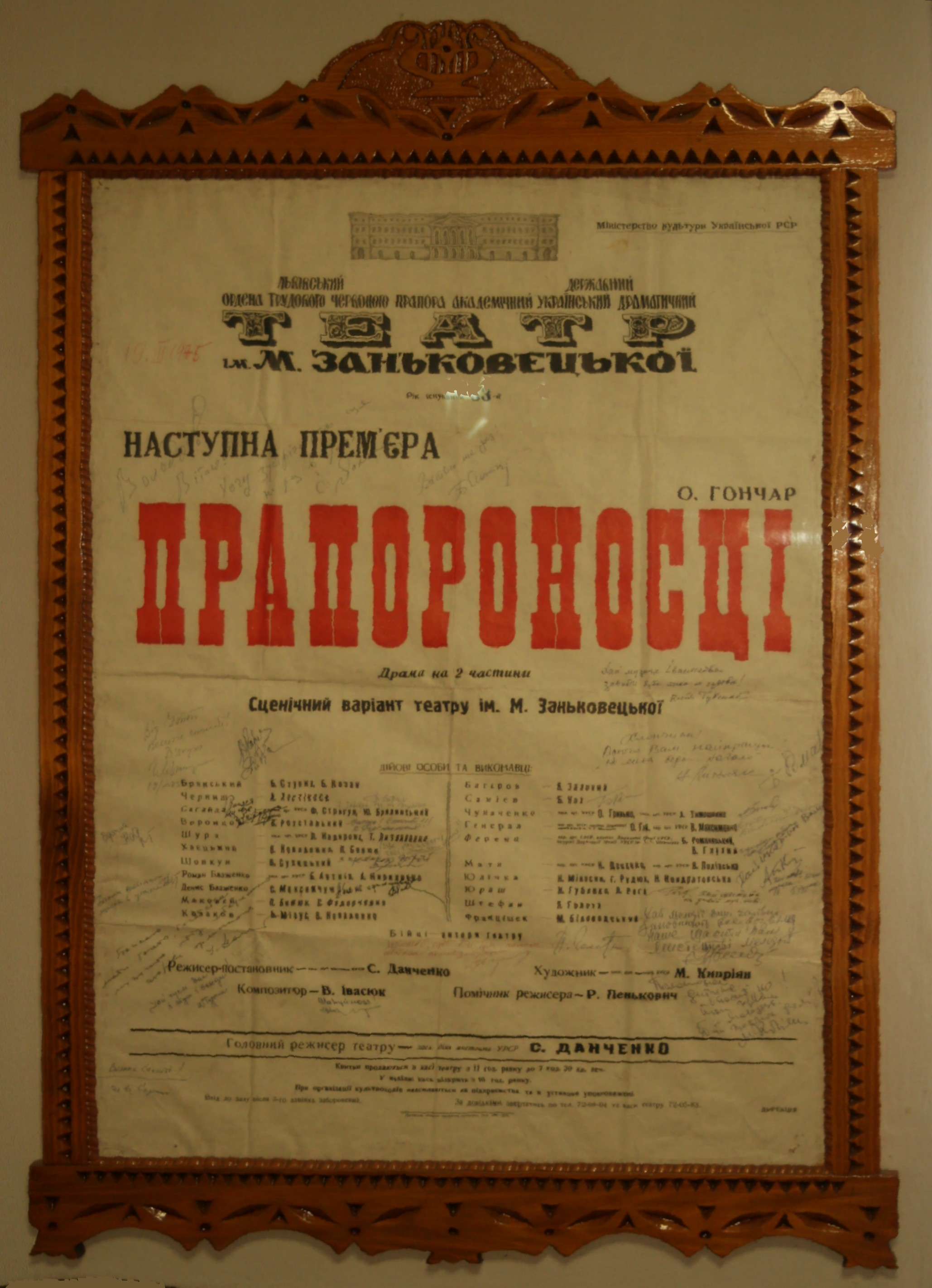
Volodymyr Ivasjoek, Herdenkingsmuseum in Tsjernivtsi (Oekraïne). Theater poster van 19-03-1975.
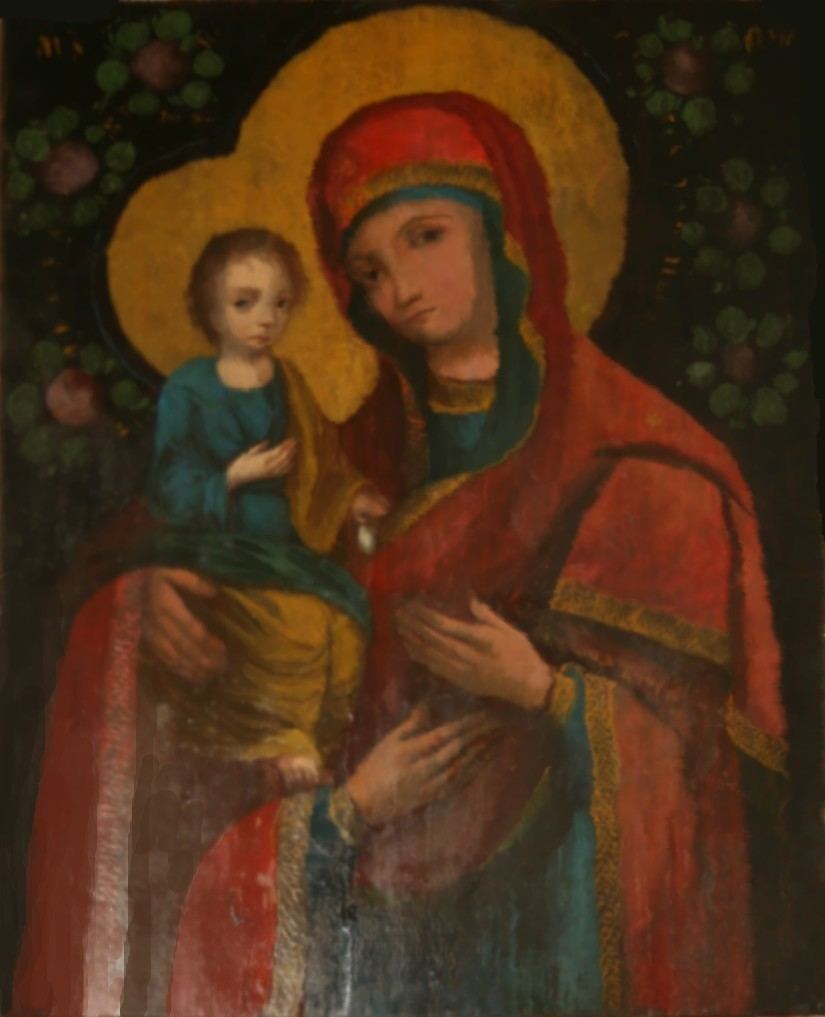
Volodymyr Ivasjoek, Herdenkingsmuseum in Tsjernivtsi (Oekraïne). "Moeder Gods met de drie handen" (XVIII eeuw). Het museum ontving deze Icoon van de president van Oekraïne Viktor Joesjtsjenko.
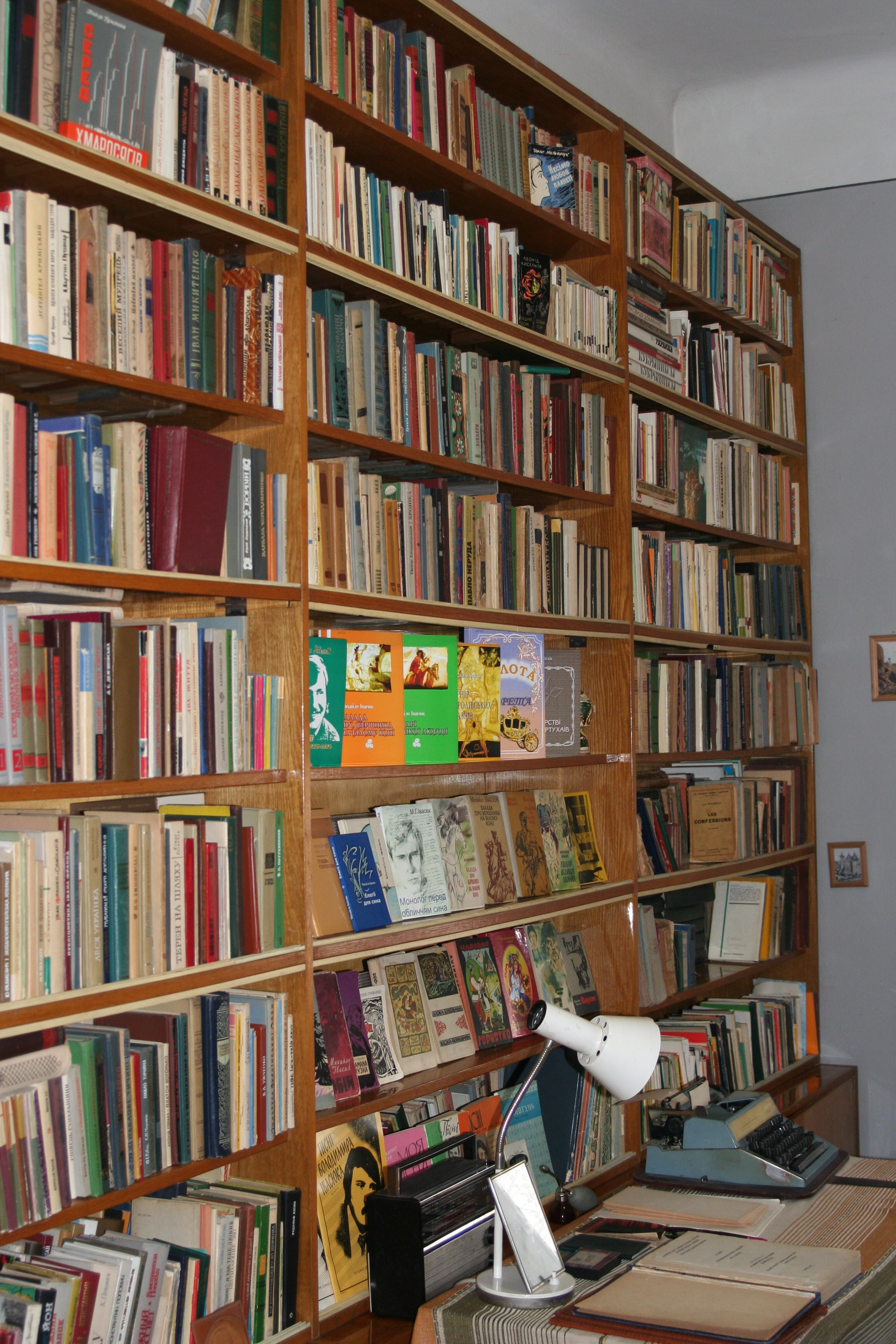
Volodymyr Ivasjoek, Herdenkingsmuseum in Tsjernivtsi (Oekraïne). Deel van de boekenkast van de vader Michael Ivasjoek. In centrum van de boekenkast enige boeken die geschreven zijn over Volodymyr Ivasjoek.
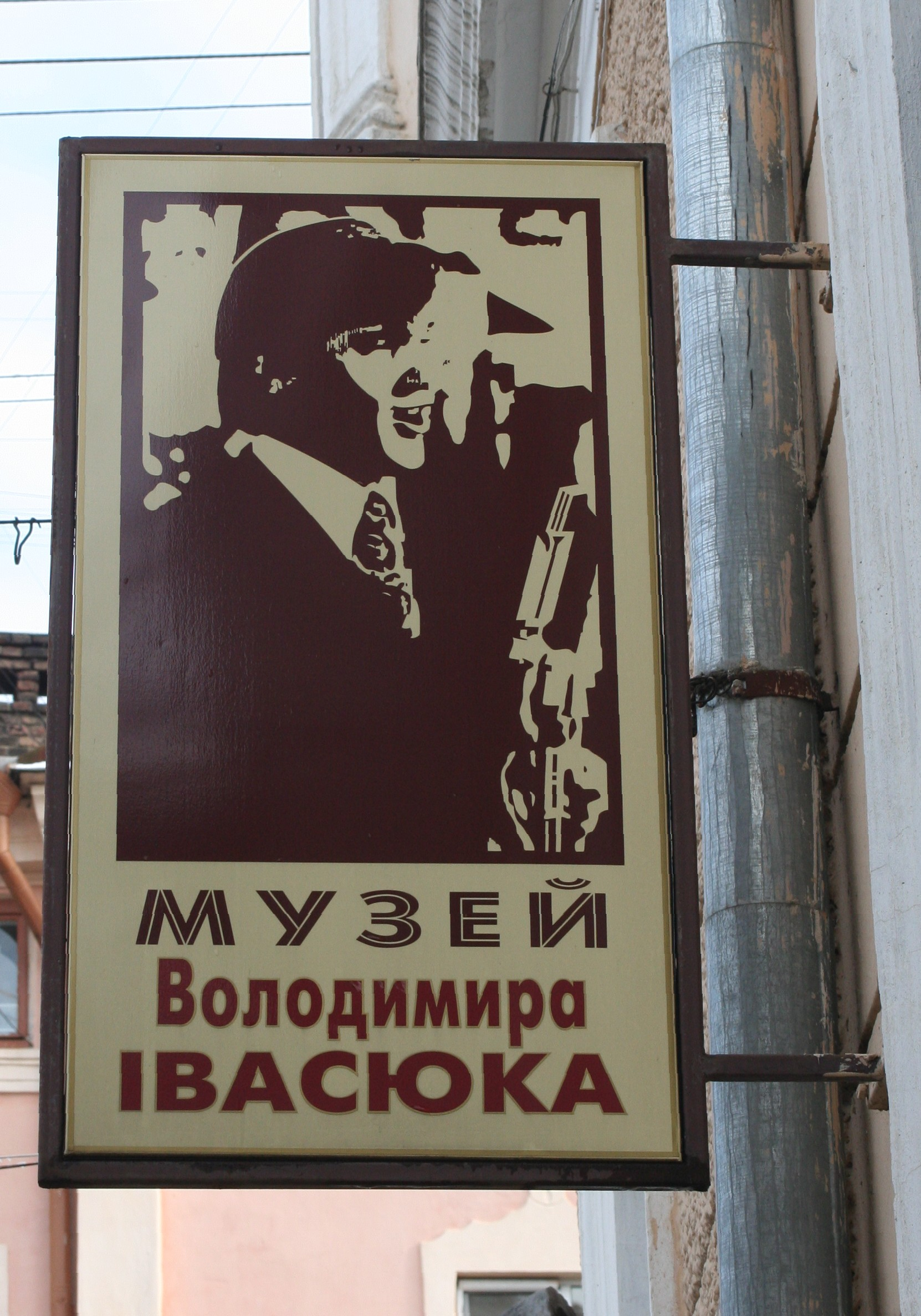
Volodymyr Ivasjoek, Herdenkingsmuseum in Tsjernivtsi (Oekraïne). Uithang bord.
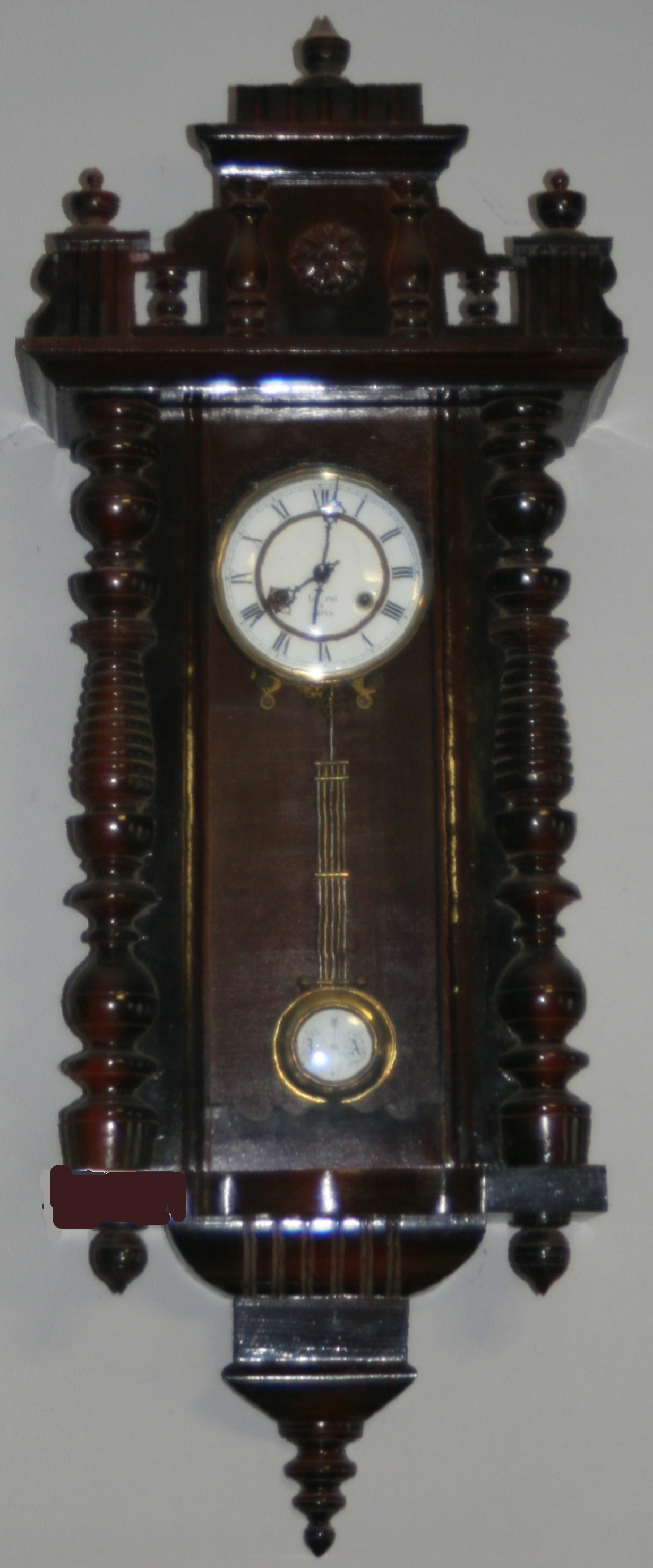
Volodymyr Ivasjoek, Herdenkingsmuseum in Tsjernivtsi (Oekraïne). De wandklok die stil ging staan toen de vader van Volodymyr Ivasjoek overleed (!).
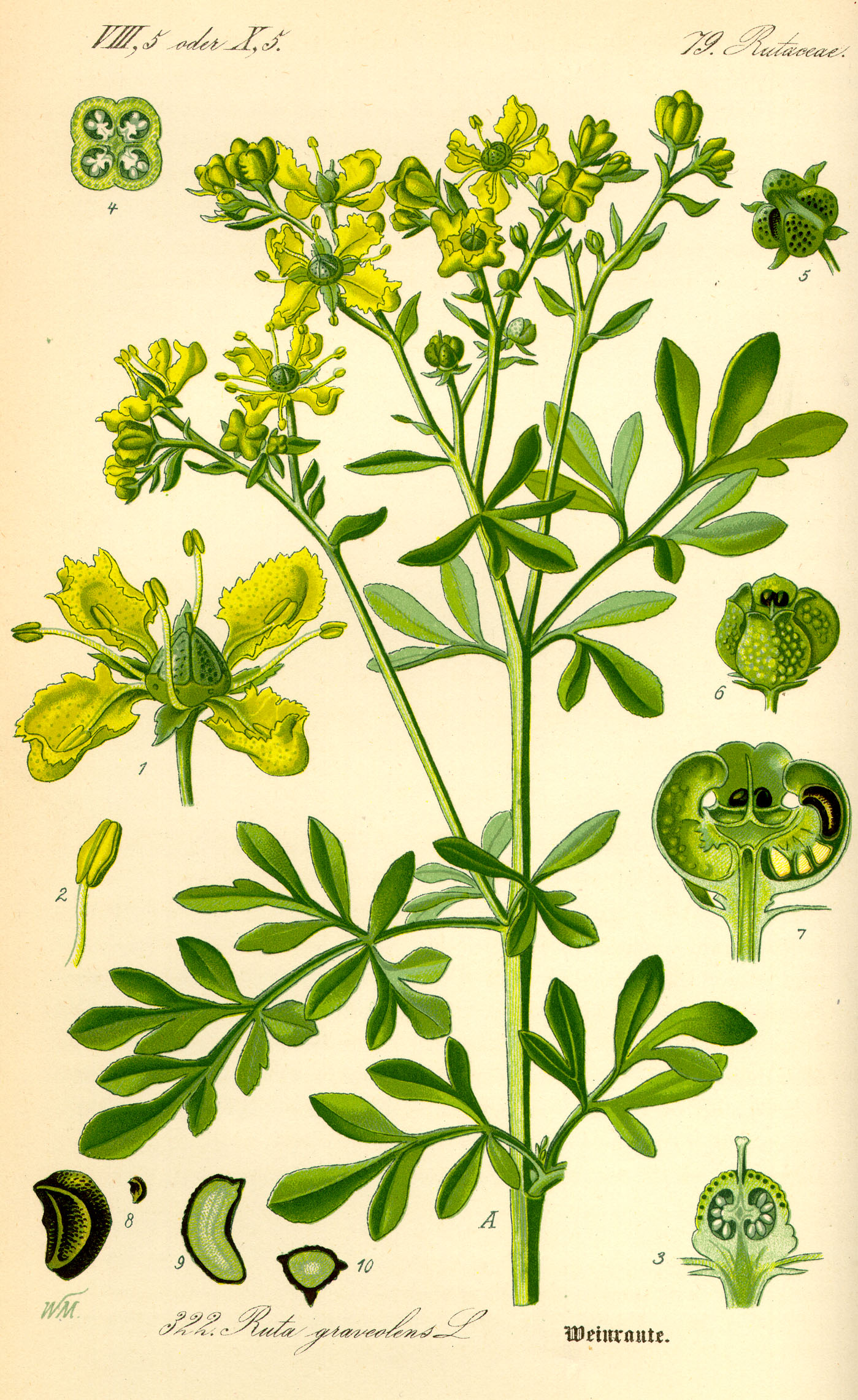
Van Geel in Rood? In de nacht voor de verjaardag van Ivan Kupala (Johannes de Doper).

## Voetnoten
1. ↑  (uk) (en) Chernivtsi City Official Site
2. ↑  (en) Culture aspects Chernivtsi
3. ↑  (en) Chernivtsi National University

- Gemeinsame Normdatei: 132327953
- International Standard Name Identifier: 0000 0000 5548 869X
- Library of Congress Control Number: n90721262
- Nationale Bibliotheek van Letland: 000302104
- MusicBrainz: 042fd071-9834-44d3-a8b6-e030e1ca2b38
- Nationale Bibliotheek van Tsjechië: js2006312183
- Système universitaire de documentation: 169148637
- Virtual International Authority File: 70087584
- WorldCat: E39PBJpYyp4RfGhPT8Kfctmrv3